# Tour de Colombie 1956
Le Tour de Colombie 1956, qui se déroule du 7 juin au 24 juin 1956, est remporté pour la quatrième fois consécutive par le Colombien Ramón Hoyos. Lors de cette édition, il passe en Équateur.